# Cima del Diavolo
La Cima del Diavolo (2 686 m s.l.m. - in francese Cime du Diable) è una montagna delle Alpi Marittime che si trova nel dipartimento delle Alpi Marittime.

## Caratteristiche
La montagna si trova nel Massiccio del Mercantour e all'interno del Parco nazionale del Mercantour.